# Brezhnev (band)
Brezhnev was van 1988 tot 2003 een Nederlandse punkband.

## Geschiedenis
In 1991 toerde de band door België, Zwitserland, Tsjechoslowakije en Hongarije. In 1995 tekende de band bij Vitaminepillen Records en speelde veel in Duitsland. Toen Heidi Wolfling in 1996 de band voor de derde keer verliet kwam de Engelse Bill Hawkhead zingen, die echter na drie maanden werd vervangen door Michael 'MC Dogshit' Coddington uit Canada. In 2001 toerde de band door Engeland. In 2003 stopte de band. Het laatste optreden vond plaats op 4 december in de OCCII te Amsterdam.

## Bezetting
- Frank Molenkamp - basgitaar
- Michael Coddington - zang

### Overige muzikanten
- O/eb - drums
- Heidi Wolfling - zang
- Bill Hawkhead - zang
- Roland Wetzels - gitaar, zang

## Discografie
- Brezhnev (Cass) - (eigen beheer) 1989
- Brezhnev (Cass) - (eigen beheer) 1994
- In Vladiwoodstock (CD, Album)- Vitaminepillen Records	1995
- North America Sucks  - Vitaminepillen Records	1997
- Live In Toulouse (CD) - (eigen beheer) 2003

### Singles & ep's
- Fun (7", ep) - (eigen beheer) 1991
- Join The Party ! - WRF Records	1995
- Rocket To America (7", ep) - Vitaminepillen Records 1996
- Groetjes uit Holland (bijdragen aan dubbelalbum) - Vitaminepillen Records 1998
- Steak Canadian (7", ep) - Vitaminepillen Records 1997[2]